# Giornate della lega anseatica
Le Giornate della lega anseatica sono un festival annuale dedicato alle città facenti parte, in epoca medievale, della Lega anseatica (Hansa).
Si svolgono annualmente e vengono organizzate a rotazione da una delle città partecipanti. La prima edizione è stata organizzata dalla città olandese di Zwolle nel 1980.
Durante la manifestazione, i rappresentanti delle città anseatiche provenienti dai diversi paesi europei cercano di presentarsi come città che hanno ricche tradizioni storiche ma che continuano il loro sviluppo anche ai nostri giorni. Oltre al festival, le giornate anseatiche includono un forum internazionale in cui i rappresentanti delle città membro discutono della loro cooperazione politica, economica e culturale.

## Edizioni
- 1980 – Zwolle, Paesi Bassi
- 1982 – Dortmund, Germania
- 1983 – Lubecca, Germania
- 1984 – Neuss, Germania
- 1985 – Braunschweig, Germania
- 1986 – Duisburg, Germania
- 1987 – Kalmar, Svezia
- 1988 – Colonia, Germania
- 1989 – Amburgo, Germania
- 1990 – Deventer e Zutphen, Paesi Bassi
- 1991 – Wesel, Germania
- 1992 – Tallinn, Estonia
- 1993 – Münster, Germania
- 1994 – Stade, Germania
- 1995 – Soest, Germania
- 1996 – Bergen, Norvegia
- 1997 – Gdańsk, Polonia
- 1998 – Visby, Svezia
- 1999 – Oldenzaal, Paesi Bassi
- 2000 – Zwolle, Paesi Bassi
- 2001 – Riga, Lettonia
- 2002 – Bruges, Belgio
- 2003 – Francoforte sull'Oder, Germania, e Słubice, Polonia
- 2004 – Turku, Finlandia
- 2005 – Tartu, Estonia
- 2006 – Osnabrück, Germania
- 2007 – Lippstadt, Germania
- 2008 – Salzwedel, Germania
- 2009 – Novgorod, Russia
- 2010 – Pärnu, Estonia
- 2011 – Kaunas, Lituania
- 2012 – Lüneburg, Germania
- 2013 – Herford, Germania
- 2014 – Lubecca, Germania
- 2015 – Viljandi, Estonia
- 2016 – Bergen, Norvegia
- 2017 – Kampen, Paesi Bassi
- 2018 – Rostock, Germania
- 2019 – Pskov, Russia
- 2020 – Brilon, Germania
- 2021 – Riga, Lettonia
- 2022 – Neuss, Germania
- 2023 – Toruń, Polonia
- 2024 – Gdańsk, Polonia
- 2025 – Visby, Svezia
- 2026 – Stargard Szczeciński, Polonia
- 2027 – Braunschweig, Germania
- 2028 – Stralsund, Germania
- 2029 – Wismar, Germania
- 2030 – Zwolle, Paesi Bassi